# Автоматна латунь
Автома́тна лату́нь або свинце́виста лату́нь (англ. leaded brass) — легована свинцем латунь, яка призначена для швидкісної обробки на металорізальних верстатах-автоматах.

## Властивості
Свинцевисті латуні містять 56…75 % Сu, 0,7…3,0 % РЬ, решта — цинк. З підвищенням вмісту свинцю зменшується пластичність автоматної латуні, але поліпшуються її антифрикційні властивості (частки свинцю є своєрідним мастилом). Автоматна латунь відзначається значною корозійною стійкістю у повітрі, прісній і холодній воді. Міцність її підвищують, додатково легуючи залізом, що також збільшує температуру рекристалізації. Найчастіше застосовується марка латуні ЛС 59-1, що містить 57…60 % міді 0,8…1,9 % свинцю, решта цинк (37,05…42,2 %) та домішки (до 0,75 %) і саме цю марку латуні зазвичай називають автоматною.
Механічні властивості автоматних латуней залежать від хімічного складу та стану сплаву (м'який чи нагартований): границя міцності 300…600 МН/м², відносне видовження 2…50 %. Латунь легко піддається обробці тиском у гарячому та холодному стані.

## Використання
Автоматні латуні випускають у вигляді штаб, листів, прутків, стрічок або дроту, з яких виготовляють в умовах масового виробництва болти, гайки, гвинти, зубчасті колеса, деталі для годинників, втулки тощо. Сплав (ЛС 59-1, ЛС64-2 зокрема) має добрі антифрикційні властивості і може використовуватись при виготовленні підшипників ковзання та напрямних елементів металорізальних верстатів.